# Dodoma Central Bus Terminal
Das Dodoma Central Bus Terminal, auch als Nane Nane Bus Terminal bezeichnet, ist ein Busterminal des Fernbusverkehrs sowie des Regional- und Stadtbusverkehrs in Tansanias Hauptstadt Dodoma. Der Terminal befindet sich im Stadtteil Nzuguni im Osten Dodomas. Der Bau kostete 24 Milliarden Tansania-Schilling (ca. 9,6 Millionen Euro).